# Acanthoscurria bollei
Acanthoscurria bollei é uma espécie de aranha pertencente à família Theraphosidae (tarântulas). Encontrada em regiões da Argentina e Uruguai, essa espécia foi descrita primeiramente por Günter Schmidt em 2005.